# Saison 2001-2002 de l'ISL
Saison précédente Saison suivante
La saison 2001-02 est la sixième saison de hockey sur glace disputée au Royaume-Uni sous le nom de Ice Hockey Superleague. Il n'y a plus que sept équipes qui participent au championnat après l'arrêt des Cardiff Devils qui déposent le bilan et doivent alors repartir depuis la British National League. Les Newcastle Jesters sont à la base engagés mais ils arrêtent leur activité avant d'avoir joué le moindre match. 

## Championnat
Chaque équipe joue quatre matchs de la saison régulière contre chacune des autres équipes, deux à domicile et deux en déplacement.  À l'issue de la saison, les sept équipes jouent les séries éliminatoires.
| Équipe              | PJ | V  | N  | D  | BP  | BC  | Pts |
| ------------------- | -- | -- | -- | -- | --- | --- | --- |
| Belfast Giants      | 48 | 31 | 8  | 9  | 177 | 119 | 70  |
| Ayr Scottish Eagles | 48 | 20 | 9  | 19 | 136 | 130 | 49  |
| Sheffield Steelers  | 48 | 18 | 12 | 18 | 138 | 144 | 48  |
| Nottingham Panthers | 48 | 19 | 9  | 20 | 140 | 141 | 47  |
| Bracknell Bees      | 48 | 15 | 13 | 20 | 140 | 158 | 43  |
| London Knights      | 48 | 14 | 13 | 21 | 130 | 145 | 41  |
| Manchester Storm    | 48 | 13 | 12 | 23 | 117 | 141 | 38  |

## Séries éliminatoires
Les séries éliminatoires sont constituées d'une poule unique avec six nouvelles rencontres. À l'issue de cette phase de poule, les quatre meilleures équipes sont qualifiées pour les demi-finale du championnat.

### Phase de poule
| Équipe              | PJ | V | N | D | BP | BC | Pts |
| ------------------- | -- | - | - | - | -- | -- | --- |
| Ayr Scottish Eagles | 6  | 5 | 1 | 0 | 22 | 13 | 11  |
| Sheffield Steelers  | 6  | 4 | 1 | 1 | 15 | 8  | 9   |
| London Knights      | 6  | 4 | 0 | 2 | 17 | 15 | 8   |
| Manchester Storm    | 6  | 2 | 1 | 3 | 24 | 21 | 5   |
| Belfast Giants      | 6  | 2 | 1 | 3 | 21 | 19 | 5   |
| Nottingham Panthers | 6  | 1 | 2 | 3 | 13 | 20 | 4   |
| Bracknell Bees      | 6  | 0 | 0 | 6 | 10 | 26 | 0   |

### Tournoi final
Arbre de qualification
|  | Demi-finales        | Demi-finales       |                  |   | Finale | Finale |
|  | Demi-finales        | Demi-finales       |                  |   | Finale | Finale |
|  |                     |                    |                  |   |        |        |
|  |                     |                    |                  |   |        |        |
|  |                     |                    |                  |   |        |        |
|  | Ayr Scottish Eagles | 1                  |                  |   |        |        |
|  | Ayr Scottish Eagles | 1                  |                  |   |        |        |
|  | Manchester Storm    | 2                  |                  |   |        |        |
|  | Manchester Storm    | 2                  | Manchester Storm | 3 |        |        |
|  |                     |                    | Manchester Storm | 3 |        |        |
|  |                     | Sheffield Steelers | 4                |   |        |        |
|  | Sheffield Steelers  | Sheffield Steelers | 4                | 3 |        |        |
|  | Sheffield Steelers  |                    |                  | 3 |        |        |
|  | London Knights      | 2                  |                  |   |        |        |
|  | London Knights      | 2                  |                  |   |        |        |

## Récompenses et meneurs

### Trophées
Trophée mensuel
Chaque mois, tous les hommes du match reçoivent une montre par cadeau du sponsor et un homme du match est choisi. Il est désigné Sekonda Face to Watch — l'homme qu'il fallait surveiller au cours du mois qui vient de se jouer. À la fin de la saison, le joueur de l'année, le Sekonda Superleague Player of the Year, est sélectionné parmi les joueurs sélectionnés mensuellement. La sélection est réalisée par les journalistes jusqu'en décembre 2000, arrêt du sponsoring par Sekonda,.
Les vainqueurs des trophées mensuels pour la saison 2001-02 sont présentés dans le tableau ci-dessous : 
- Septembre — Ed Courtenay
- Octobre — Mark Cadotte
- Novembre — Colin Ward
- Décembre — Scott Allison
- Janvier — Mike Bales
- Février — Rick Brebant
- Mars — Joaquin Gage

Trophées annuels
- Entraîneur de l'année – Dave Whistle, Belfast Giants
- Joueur de l'année – Kevin Riehl, Belfast Giants
- Ice Hockey Annual Trophy pour le meilleur pointeur de la saison régulière – Jonathan Weaver, Ayr Scottish Eagles

### Équipes type
| Première équipe                         | Poste | Seconde équipe                    |
| --------------------------------------- | ----- | --------------------------------- |
| Mike Bales, Belfast Giants              | G     | Joaquin Gage, Ayr Scottish Eagles |
| Johan Silfwerplatz, Ayr Scottish Eagles | D     | Alan Schuler, Ayr Scottish Eagles |
| Rob Stewart, Belfast Giants             | D     | Maurizio Mansi, London Knights    |
| Kevin Riehl, Belfast Giants             | A     | P. C. Drouin, Nottingham Panthers |
| Sean Berens, Belfast Giants             | A     | Ed Courtenay, Ayr Scottish Eagles |
| Jason Ruff, Belfast Giants              | A     | Scott Allison, Sheffield Steelers |

### Meilleurs joueurs
Les meilleurs joueurs au niveau des statistiques sont : 
- 59 points pour Kevin Riehl (Belfast Giants)[5]
- 24 buts pour Chris Lipsett (Sheffield Steelers)
- 37 aides pour Kevin Riehl (Belfast Giants)
- 222 minutes de pénalité pour Barry Nieckar (Nottingham Panthers)